# Nanette Newman
Nanette Newman (Northampton, 29 de maio de 1934) é uma atriz e autora inglesa. Foi casada com o diretor, ator e escritor Bryan Forbes.